# オーラルメソッド
オーラルメソッド（Oral Method）は語学の指導法であるDirect Methodのひとつである。

## 概要
19世紀までの文法・訳読中心主義の教授法に対立する教授法として開発された。文字を提示する前に、母国語を仲介しないオーラル・ワーク（口頭作業）を行うダイレクト・メソッドの一つである。音声聴覚技能を重視し、外国語とその意味を直接結びつける能力を養う口頭教授法のことである。
ただし日本ではOral Methodというとハロルド・パーマーの提唱した教授法、あるいはPalmerが英語教授研究所（IRET）（現在の語学教育研究所）の所長として普及につとめた教授法を指すことが多い。
Palmerは来日前の1921年にThe Oral Method of Teaching Languagesを発表しているが、来日後、日本の学校でオーラルメソッドの精神を生かすために研究してまとめたものがEnglish through Actionsである。さらにオーラルメソッドの精神をコンパクトにまとめたものがThe First Six Weeks of Englishである。
オーラルメソッドでは、なるべく母語を使わないで教えるため、動作、実物、写真、絵などの視聴覚教具を使うほか、適切なsituationを作りだすことが非常に重要である。そのsituationに基づいてインタラクションを行い、単語や文型を教えるのである。「日本語を使ってはいけない」と勘違いされたこともあったが、パーマーは必要であれば日本語で解説すべきだと言っている。たくさんの練習をすることにより、知識よりも言語の運用能力を伸ばすことを目的とし、様々なタイプのオーラル・ワークと書く練習（パーマーはDirect method compositionと呼んだ）を推奨している。また言語の学習はオーラルメソッドだけで行われるべきではなく、最初はオーラルメソッドで教えるが、学習が進むにつれて様々な方法で指導した方がよいと述べている（Multiple Lines of Approach）。オーラルメソッドは日本で日本人を対象に開発、研究された教授法であり、教科書を使う場合には、ピクチャー・カード等を用い、オーラル・イントロダクションで導入し、解説、音読などが続く。オーラル・イントロダクション直後には、理解を確かめるためQuestion-answerや穴埋めプリントが行われることもある。